# Bertinoro
Bertinoro é uma comuna italiana da região da Emília-Romanha, província de Forlì-Cesena, com cerca de 9.308 habitantes. Estende-se por uma área de 56 km², tendo uma densidade populacional de 166 hab/km². Faz fronteira com Cesena, Forlì, Forlimpopoli, Meldola, Ravena (RA).

## Demografia
| Variação demográfica do município entre 1861 e 2011                               |
|                                                                                   |
| Fonte: Istituto Nazionale di Statistica (ISTAT) - Elaboração gráfica da Wikipedia |